# Свалбардски ирвас
Свалбардски ирвас (Rangifer tarandus platyrhynchus) је најмања подврста ирваса. Насељава само острва Свалбард.

## Опис
Ова, најмања подврста ирваса, има кратке ноге и дебело крзно, због чега изгледа здепасто. Глава му је краћа од осталих подврста, односно округласта. Мужјаци су значајно већи од женки и имају веће рогове. Дугачки су око 160 цм. Горњи део тела му је смеђ, а доњи светлији.